# 明珠遊龍
『明珠遊龍』(『明珠游龙』)とは、2010年6月にクランクインし、2011年にクランクアップ、そして2012年に公開された中国歴史ドラマ。日本未公開。
監督は田少波。主演は宋洋・楊浄如・呉静一ら。姉妹作に『大明嬪妃』があり、『大明嬪妃』の実質的な続編でもある。そのため、別名で『大明嬪妃２』とも題される。作品としては、ラブコメディの色彩が非常に強い。

## 内容
卓越した木工の腕前を持つ、遊び大好きで自由奔放な皇帝・朱由校(天啓帝)の、即位後の生涯を描いた歴史ドラマ。物語の主題は、朱由校(天啓帝)とその最愛の女性・張宝珠の明るく楽しく清々しい純愛ストーリー、ならびに張嫣(※天啓帝の皇后)と朱由検(※天啓帝の弟、信王、後の崇禎帝)の葛藤に満ちた禁断の恋である。また作中では、天啓帝のお忍びのお出かけ(※俗にいう「微服私訪」)も念入りに描かれ、様々な試練や喧嘩・協力・笑いを経て、朱由校(天啓帝)と張宝珠は、かけがえのない愛情を深めていく。なお作中では、大悪党の魏忠賢ならびにその愛人・客氏の謀略や暗躍も描かれ、朱由校(天啓帝)・朱由検(信王)・張嫣・張宝珠らは、二人の悪賢い策謀に度々翻弄される。時が経ち、庶民出身の張宝珠(張貴妃)との愛情を固めた朱由校(天啓帝)は、張宝珠との自由気ままな庶民生活を望み、皇帝の地位を賢明な弟・朱由検(信王)に譲ったうえで、死を装って隠居しよう目論んだ。だが折しも宦官・魏忠賢は、朱由校(天啓帝)の危篤につけ入って謀反を起こそうとした。皇宮を出て張宝珠のもとへ向かおうとしていた朱由校(天啓帝)は、急ぎ皇宮に戻り、魏忠賢の反乱を鎮圧することに成功したが……。

## 登場人物・出演者

### 明朝皇族
| 出演者 | 登場人物             |
| ------ | -------------------- |
| 宋洋   | 朱由校(天啓帝)       |
| 劉済愷 | 朱由検(信王、崇禎帝) |

### 明朝後宮(天啓帝の嬪妃)
| 出演者 | 登場人物       |
| ------ | -------------- |
| 楊浄如 | 張宝珠(張貴妃) |
| 呉静一 | 張嫣(張皇后)   |
| 鄭茜   | 魏婉洛         |
| 郭萱   | 楚楚(楚貴人)   |

### 明朝臣下
| 出演者 | 登場人物 |
| ------ | -------- |
| 邢琪琦 | 魏忠賢   |
| 丁宇辰 | 李光済   |
| 原寧   | 王安     |
| 節冰   | 楊漣     |
| 陳延軍 | 小鋸子   |
| 馬少林 | 小凿子   |
| 周仲   | 王世坤   |
| 庄夏播 | 劉蛮     |
| 李華   | 何恒安   |
| 岳冬峰 | 欽天監   |

### 後宮の女性(侍女など)
| 出演者 | 登場人物 |
| ------ | -------- |
| 納伊莎 | 客氏     |
| 金夢超 | 夏蓮     |
| 童暁梅 | 孫ばあや |
| 王麗   | 徐ばあや |
| 徐愛国 | 李ばあや |

### 太医
| 出演者 | 登場人物 |
| ------ | -------- |
| 呉麗華 | 張太医   |
| 閏巻得 | 江太医   |
| 趙作山 | 孟太医   |

### 雲南沐氏
| 出演者 | 登場人物 |
| ------ | -------- |
| 蘆雪婷 | 沐天香   |
| 婁亜江 | 沐啓元   |

### その他登場人物
| 出演者 | 登場人物             |
| ------ | -------------------- |
| 謝聞軒 | 張嬋                 |
| 公方敏 | 頼世昌               |
| 白旭飛 | 石店主               |
| 石普州 | 王阿牛               |
| 文俊輝 | 張宝珠と天啓帝の息子 |
| 王軍   | 丁天彪               |
| 謝継華 | 丁天魁               |
| 梁金山 | 王紹                 |

## 参考資料
- 映像『明珠遊龍』(全30話)(※bilibili動画より)